# Immanu El
Immanu El (Hebräisch עִמָּנוּ אֵל für „Gott [sei] mit uns“) ist eine schwedische Post-Rock-Band aus Göteborg, die im Jahr 2004 gegründet wurde.

## Geschichte
Die Band wurde im Sommer 2004 vom 16-jährigen Claes Strängberg (Gesang, E-Gitarre) gegründet. Kurze Zeit später stießen sein Zwillingsbruder Per (E-Gitarre), sowie seine Freunde David Lillberg (E-Gitarre), Michael Persson (Schlagzeug) und Emil Karlsson (E-Bass) hinzu. Zudem war Jonatan Hammar als Cellist in der Band aktiv. Ihre ersten Proben hielt die Band in einer kleinen Hütte in Jönköping ab. Nach einem Demo erschien im Jahr 2005 mit Killerwhale die erste EP. Danach folgten die ersten Auftritte, bei denen die Gruppe unter anderem zusammen mit Sigur Rós und ef auftrat. Daraufhin erreichte sie einen Plattenvertrag bei And the Sound Records, worüber im August 2007 das Debütalbum They'll Come, They Come erschien. Seit der Veröffentlichung des Debütalbums spielte die Band über 300 Konzerte in 30 verschiedenen Ländern. Zudem erschien 2009 das zweite Album Moen. Im Oktober 2011 erschien das dritte Album In Passage. Hierauf war Jonatan Josefsson als neuer Schlagzeuger zu hören. Danach trat die Band unter anderem auf dem South by Southwest in Austin, dem Reeperbahn Festival in Hamburg, dem Filter Magazine’s Culture Collide Festival in Los Angeles, dem CMJ Music Marathon in New York City, der Canadian Music Week in Toronto und dem Strawberry Festival in Peking und Shanghai auf. Ende 2013 war Robin Ausberg mittlerweile als neuer Bassist zur Band gekommen. Der Vertrieb der Alben ist unter anderem über Cargo Records erfolgt.

## Stil
Laut Ruben Dario von progarchives.com fokussiert sich die Band, im Gegensatz zu den meisten anderen Post-Rock-Bands, auf den Gesang und zog Vergleiche mit Bands wie Logh, ef und September Malevolence. Der Gesang sei mit dem von Jón Þór Birgisson (Sigur Rós) vergleichbar, jedoch mit dem Unterschied, dass der Gesang bei Immanu El auf Englisch sei. Dario zog als Vergleichsbands neben ef und Sigur Rós zudem noch Gregor Samsa heran. Laut laut.de spielt die Band „atmosphärische[r] Popmusik, die von den flächigen Klangwelten des Postrock beeinflusst ist“. Zudem wurde es als eine Mischung aus Sigur Rós, Explosions in the Sky und Logh beschrieben. Da Claes Strängberg und Emil Karlsson auch in ef aktiv seien, höre man Überschneidungen zu dieser Band heraus.

## Diskografie
- 2005: Killerwhale (EP, Eigenveröffentlichung)
- 2007: They'll Come, They Come (Album, And the Sound Records)
- 2009: Moen (Album, And the Sound Records)
- 2011: In Passage (Album, Kapitän Platte)
- 2016: Hibernation (Album, Glitterhouse / Indigo)